# Parroquia Ximena
Ximena es una de las 16 parroquias urbanas que conforman la ciudad de Guayaquil. Se ubica al sur de la urbe y es la segunda parroquia más poblada de la ciudad, con una población de 546 254 habitantes según el censo ecuatoriano de 2010 y una extensión territorial de 40 891,4 km². La parroquia incluye el populoso sector de El Guasmo, considerado la mayor área urbano-marginal de Ecuador.
Desde 2012, las parroquias Ximena y Febres Cordero forman el distrito electoral 1 de la provincia de Guayas.

## Historia
Antes de su creación, los terrenos de la actual parroquia Ximena formaban un solo conjunto con la parroquia Ayacucho. Uno de los primeros sectores de la parroquia en ser habitados fue el Barrio del Centenario, que se construyó en la década de 1920 y cuyas calles fueron bautizadas en una ordenanza municipal el 7 de abril de 1923.
La parroquia Ximena fue creada mediante una ordenanza municipal el 26 de febrero de 1930. Los límites definidos en esta ordenanza fueron:

Por el norte, acera Sur de la calle «Juan Gómez Rendón»; por el Sur, el extremo de los terrenos de la ciudad; por el Este, el río Guayas y por el Oeste el Estero Salado. Corresponden además a la parroquia urbana «Ximena» todos los vecinos del frente de la ciudad у demás haciendas circunvecinas que no pertenezcan a otra parroquia(...)

Para 1931, el 77 % de las viviendas en la parroquia eran de caña, el 14 % eran de madera y el 2 % de cemento. El alto porcentaje de casas de caña se debió a que la reciente creación de la parroquia había abierto muchos espacios nuevos para construcción de viviendas, lo que llevó a que muchas casas fueran construidas de forma provisional. También influyó el hecho de que la parroquia comenzara a estar formada por barrios de obreros, tomando en cuenta que las construcciones de caña eran más económicas. El porcentaje del 2 % para las casas de cemento, por su lado, era más alto que el del resto de la ciudad, lo que se explica por las construcciones ubicadas en el Barrio del Centenario, que se convirtió en un sector acomodado de Guayaquil.
El 24 de noviembre de 1955, se emitió una nueva ordenanza municipal sobre parroquias urbanas, que definió los límites de la parroquia en su artículo 7 como:

Por el norte la calle Venezuela; por el sur, el límite urbano de la ciudad; por el este, la orilla del río Guayas; y, por el oeste, la avenida Quito y su prolongación hacia el sur hasta encontrar la proyección este del estero Las Ranas y por la orilla de este aguas abajo, hasta encontrar el límite urbano.

## Geografía y sitios de interés
La parroquia está delimitada al norte por la calle Venezuela y al sur por el límite urbano en El Guasmo, al este por el Río Guayas y al oeste por la Avenida Quito y luego por las orillas del Estero Las Ranas. Entre los barrios que conforman la parroquia se encuentran: Barrio del Centenario, Barrio Cuba, Barrio del Astillero, El Guasmo, Los Esteros, La Floresta, La Pradera, Las Acacias, La Saiba, Isla Trinitaria, entre otros.
En la zona se ubican, además, entidades como el Puerto Marítimo de Guayaquil, el Instituto Oceanográfico de la Armada, la matriz del diario El Universo, la Universidad Politécnica Salesiana, la Universidad Agraria del Ecuador y el Colegio Salesiano Cristóbal Colón. También se encuentran hospitales como el Hospital León Becerra, el Hospital Alcívar, la Maternidad del Guamo y atractivos turísticos como el Parque Forestal.